# بیلی اگنیو
بیلی اگنیو (انگلیسی: Billy Agnew; ۹ ژانویهٔ ۱۸۹۸) بازیکن فوتبال اهل اسکاتلند بود. که در پست مهاجم برای باشگاه‌های پولاک، ایر یونایتد، فالکیرک، پورت ویل، آرتورلی و لوتون تاون بازی کرد.